# Chuchichäschtli

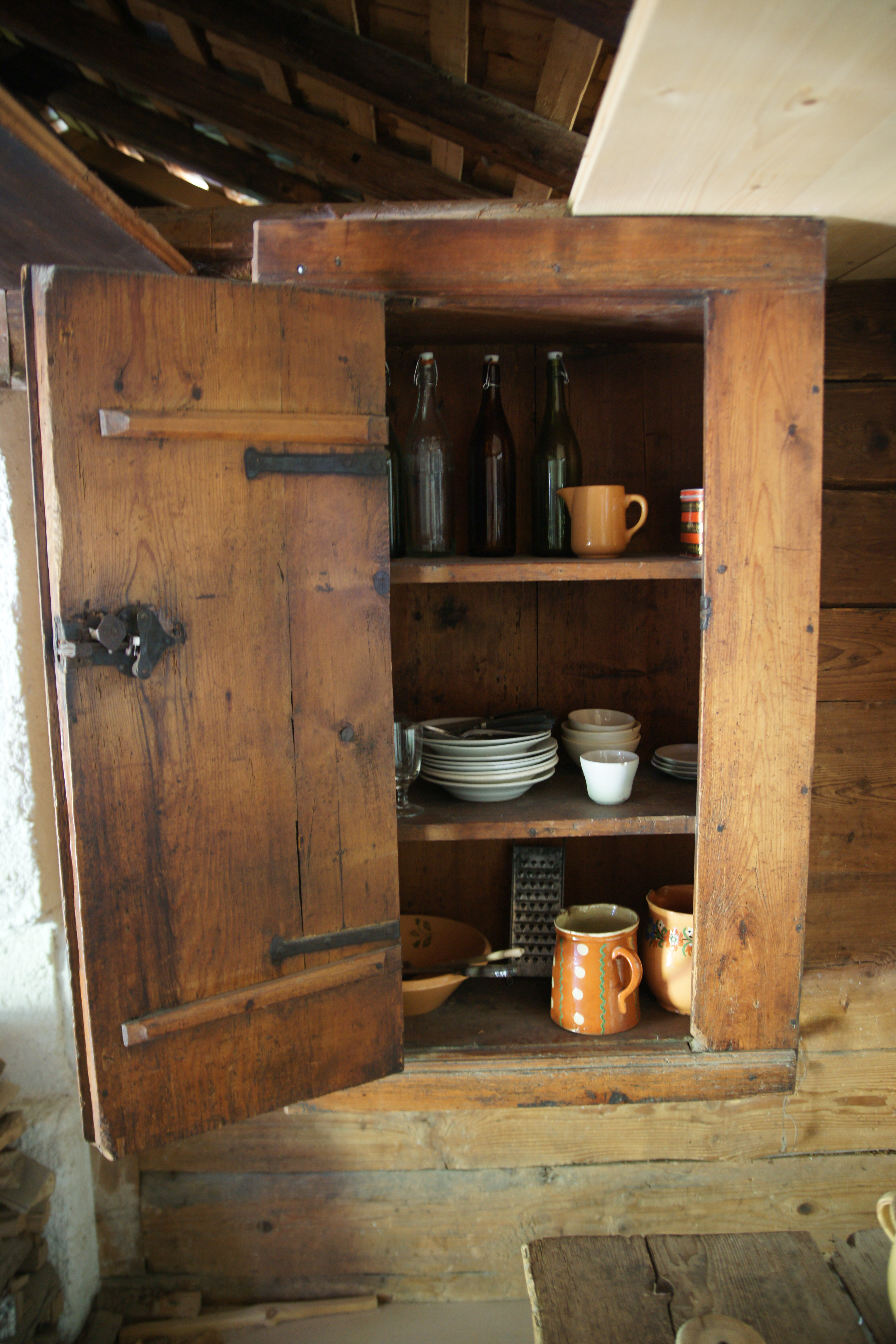
Chuchichäschtli in einem Maiensäss-Wohnhaus im schweizerischen Freilichtmuseum Ballenberg

Das Wort Chuchichäschtli [ˈχʊχːɪˌχæʃːtlɪ]  (‘kleiner Küchenschrank, Hängeschrank’, wörtlich: Küchenkästlein) ist ein schweizerdeutsches Wort, das als traditionelles Schibboleth für schweizerdeutsche und hochalemannische Dialekte gilt.

## Phonetik
Dreimal kommt das ch in dichter Folge vor, das südlich der Kind/Chind-Grenze als stimmloser uvularer Frikativ gesprochen wird. Das Wort Chuchichäschtli ist bekannt dafür, dass es von Personen, die des Hochalemannischen nicht mächtig sind, nur schwer ausgesprochen werden kann. Es wird ihnen daher oft zur Belustigung zum Aussprechen empfohlen.
Das Phonem ch ist ein stimmloser uvularer Frikativ [⁠χ⁠]. Im Unterschied zum Standarddeutschen tritt er nicht nur auch am Silbenanfangsrand, sondern auch geminiert auf: Beim Wort Chuchichäschtli wird das zweite [⁠χ⁠] geminiert, was in der Lautschrift mit dem Längenzeichen [⁠ː⁠] ausgedrückt wird. Sowohl das Unvermögen, ein uvulares ch am Silbenanfang auszusprechen, als auch die ausbleibende Gemination ist einer von mehreren möglichen Fehlern, an denen «Nichthochalemannen» erkannt werden.

## Tintenfisch
Forschende der Universität Zürich fanden 2024 in einer Fossiliensammlung aus dem Kanton Tessin eine bisher unbekannte Tintenfischart und nannten sie Ticinoteuthis chuchichaeschtli.

## Fussnoten
1. ↑  Alexander Pohle, Christian Klug: Orthoceratoid and coleoid cephalopods from the Middle Triassic of Switzerland with an updated taxonomic framework for Triassic Orthoceratoidea. Swiss Journal of Palaeontology, 143 (1), 14. doi:10.1186/s13358-024-00307-8. PMC 10991048.
2. ↑  Zürcher Forscherinnen und Forscher haben im Tessin Fossilien einer bisher unbekannten Tintenfischart entdeckt – und sie «Chuchichäschtli» getauft. swissinfo.ch, 8. April 2024.